# Habsburg Lőrinc
Habsburg Lőrinc, avagy Habsburg–Estei Lőrinc belga herceg (teljes nevén Lorenz Otto Carl Amadeus Thadeus Maria Pius Andreas Marcus; Boulogne-Billancourt, 1955. december 16. –) a Habsburg–Lotaringiai-házból származó címzetes osztrák főherceg, magyar és cseh királyi herceg, a Habsburg–Estei ág feje. Asztrid belga királyi hercegnővel kötött házassága révén 1995-ben belga hercegi címet kapott.

## Születése
Lőrinc 1955. december 16-án született, Boulogne-Billancourt-ban az utolsó osztrák császár, I. Károly unokájaként, Róbert főherceg és Margaréta főhercegnő legidősebb fiaként és második gyermekeként. A Lorenz Otto Carl Amadeus Thadeus Maria Pius Andreas Marcus d'Aiano nevet kapta. 

## Oktatás és karrier
Az iskolája elvégzése után végezte el a katonai szolgálatot és az Osztrák Szövetségi Hadsereg hadnaggyá léptette elő 1980-ban. Lőrinc főherceg a svájci Gallen-i egyetem és az osztrák Innsbruck-i egyetemen közgazdaságtant tanult. Ezt követően több bankban dolgozott Londonban, Párizsban és Rómában is. 1983-ban csatlakozott a bázeli Gutzwiller magánbankjához, ahol végül ügyvezető partnerré vált. 1993-ban egy évig volt tanácsadója az SWIFT-nek, amely a pénzügyi szektor szolgáltatásait nyújtó cég. 1995-ben a párizsi BNP Paribas bank igazgatótanácsának tanácsadója lett. Korábban az UCB, a Sita és az Ondeo Nalco igazgatója volt.

## Az Ausztria-Este ház vezetője
Megalakult az Ausztria-Este ház az 1900-as években és Lőrinc apját, Róbert főherceget nevezték ki a vezetőjének és mivel Lőrinc volt Róbert legidősebb fia, ő lett a vezetőség örököse és miután 1996-ban apja meghalt ő lett az Ausztria-Este ház második vezetője. 

## Házassága
1984. szeptember 22-én Brüsszelben vette feleségül Asztrid hercegnőt, Albert belga korona herceg (a későbbi II. Albert belga király) lányát. A párnak öt gyermekük született:
- Amedeo főherceg (1986–)
- Mária Laura főhercegnő (1988–)
- Joakim főherceg (1991–)
- Lujza Mária főhercegnő (1995–)
- Ludovika Mária főhercegnő (2003–)

## Megnevezései és kitüntetései

### Megnevezései
- 1955-1995: Császári és Királyi fensége, Lőrinc főherceg
- 1995-1996: Császári és Királyi hatalmassága, Lőrinc herceg, Habsburg–Estei főherceg
- 1996-napjainkig: Ő Császári és Királyi fensége, Lőrinc herceg, Habsburg–Estei főherceg

### Kitüntetései
- Ausztria: A Habsburg-ház császári és a királyi osztrák aranylövedék rendje, lovagja
- Belgium: I. Leopold rendjének nagyméretű keresztje
- Németország: A Németországi Szövetségi Köztársaság érdemrendjének nagy keresztje
- Luxemburg: Nassau Adolphe rendjének nagykeresztje
- Hollandia: A korona rendjének nagy keresztje
- Montenegró: Danilo herceg rendjének nagy keresztje
- Norvégia: Az érdemrend rendje nagy keresztje
- Portugália: Henry herceg rendjének nagy keresztje
- Románia: A királyi rend nagy keresztje
- Spanyolország: A polgári érdemrend rendje nagy keresztje
- Svédország: A Polar Csillag királyi rendjének nagykeresztje